# Montgomery (Minnesota)
Montgomery – miasto w Stanach Zjednoczonych, w stanie Minnesota, w hrabstwie Le Sueur.